# Cianòmetre

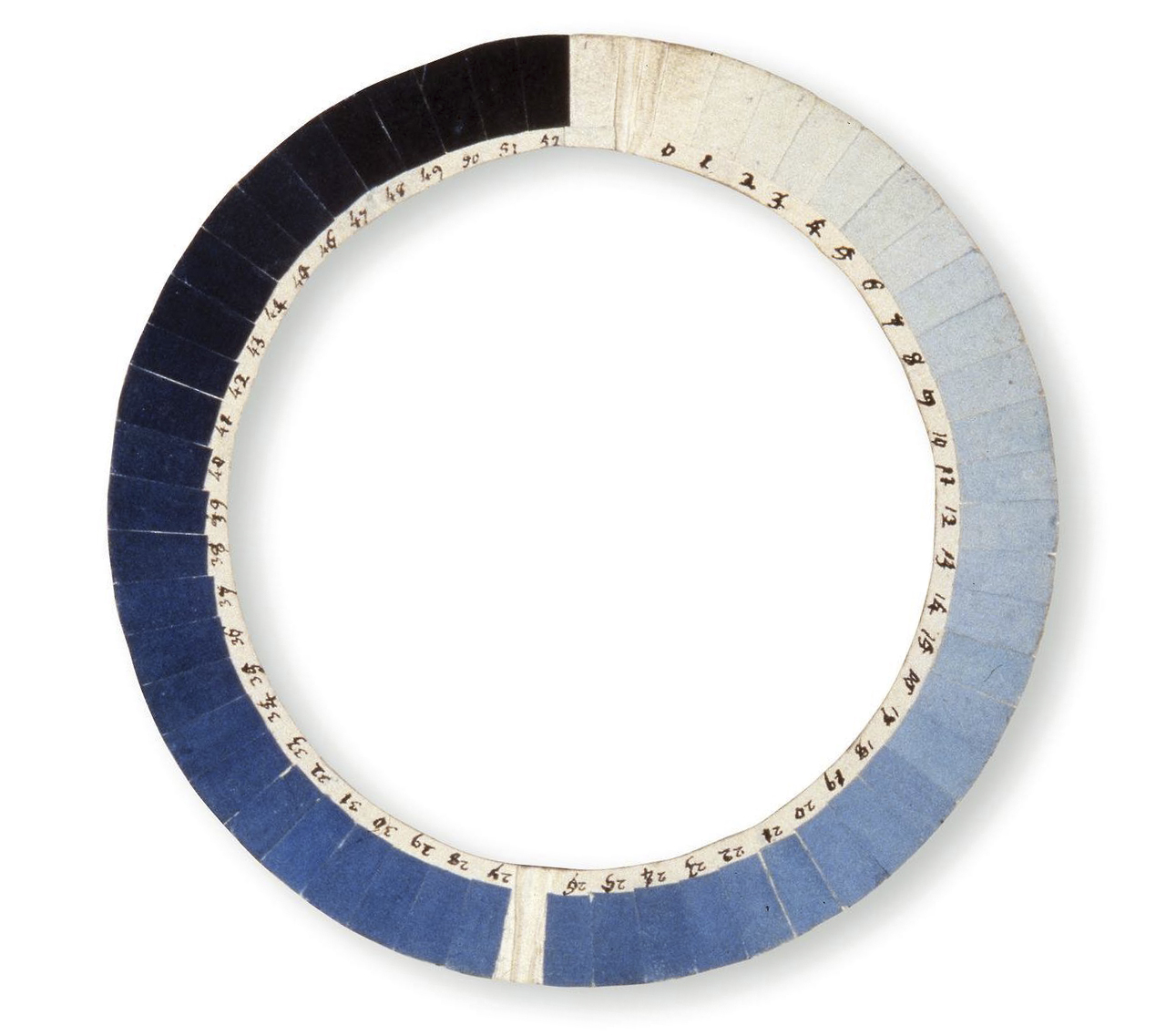
Horace-Bénédict de Saussure, Segon diagrama del cianòmetre, 1788, Museu d'Història de la Ciència de la Ciutat de Ginebra.

Un cianòmetre (neologisme format a partir del grec antic κύανος, kuanos, 'blau' (fosc) i μέτρον, metron, 'mesura') és una carta de colors destinada a avaluar la intensitat d'un color blau i, en particular, del blau del cel. La invenció s'atribueix a Horace-Bénédict de Saussure i Alexander von Humboldt.
Consisteix en quadrats de paper tenyits en tons blaus des dels més clars als més foscos. Estan disposats en cercle i permeten una comparació pràctica amb el color del cel.
Es diu que De Saussure va inventar el cianòmetre l'any 1789. El seu cianòmetre tenia 53 seccions, que anaven des del blanc fins a diferents tons de blau (obtinguts amb blau de Prússia), i després fins al negre. Va utilitzar l'aparell per a avaluar el color del cel a Ginebra, Chamonix i al Mont Blanc. De Saussure va concloure i amb raó que el color del cel depèn de la quantitat de partícules suspeses a l'atmosfera.
Humboldt també va ser un àvid usuari del cianòmetre durant els seus viatges i exploracions a l'Amèrica del Sud.
El color del cel durant el dia depèn de la direcció de visualització relativa al sol i de la quantitat de vapor d'aigua.